# Дарьяльское ущелье

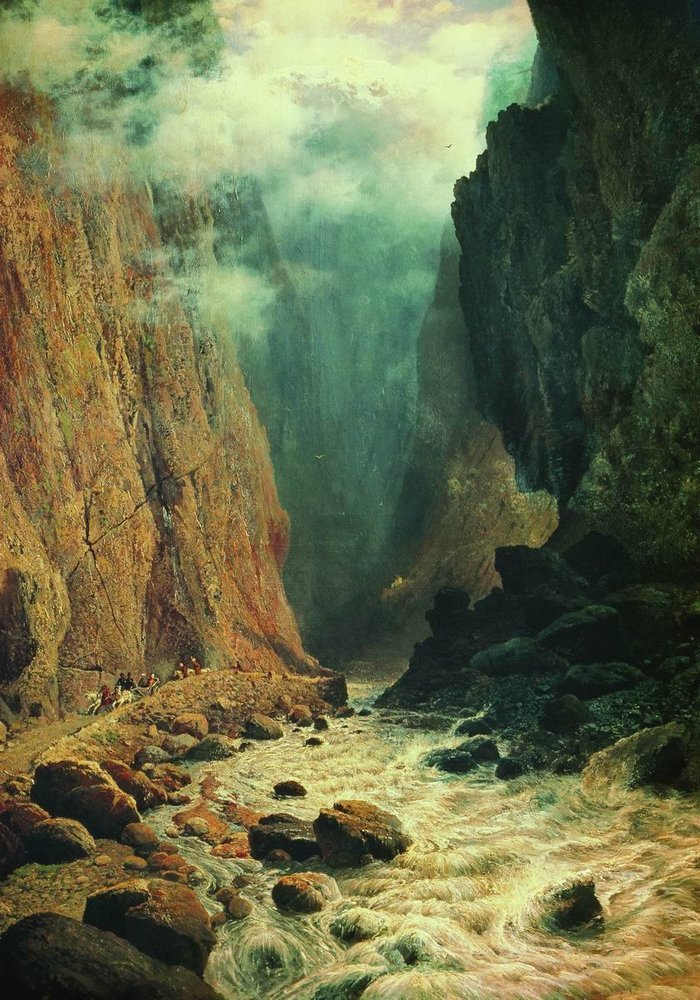
«Дарьяльское ущелье» (1884), Р. Г. Судковский

Дарья́льское уще́лье (груз. დარიალის ხეობა; ингуш. Да́ьра аьле; осет. Арвыком или Дайраны ком) — ущелье реки Терек в месте пересечения Бокового хребта Большого Кавказа, к востоку от горы Казбек, на границе России (Северной Осетии) и Грузии — между селением (и одноимённым контрольно-пропускным пунктом) Верхний Ларс и пгт Степанцминда (Казбеги). Длина ущелья около 12 км.
С древности по ущелью проходил чуть ли не единственный путь с Закавказья на север, известный как Дарьяльский проход. В самом труднодоступном месте находилась неприступная крепость, перекрывавшая путь врагам. Согласно грузинской традиции первая крепость была построена Мирианом I, а затем была восстановлена царём Вахтангом I Горгасали. Стратегическое значение Иберии было обусловлено контролем над Кавказскими проходами.

## Название
Название ущелья — Дариал (Дар-и-Алан) — переводится с персидского как «врата аланов». Дарьяльское ущелье было известно древним географам как Кавка́зские воро́та (Ворота Кавказа), Ала́нские воро́та, а также Сарма́тские воро́та. В грузинских источниках оно было известно как арагвис-кари («врата арагви»), или овста-кари («врата аланов»).

## Достопримечательности
В начале ущелья в районе Верхнего Ларса есть интересная достопримечательность — громадный гранитный валун, лежащий в русле Терека, — Ермоловский камень размером 30 м в длину 17 м в ширину и около 15 м в высоту. Военные устраивали в нём наблюдательные посты, а в 1942 году даже артиллерийские доты.
На протяжении около 3 км над руслом возвышаются скалы высотой до 1000 м. Военно-Грузинская дорога проходит по ущелью, пересекая тоннель и мост — на российской стороне, а затем ещё один тоннель, внутри которого проходит российско-грузинская государственная граница.

## В литературе
- Дарьяльское ущелье воспето в произведении А. С. Пушкина — «Путешествие в Арзрум во время похода 1829 года».
- Дарьяльское ущелье также воспето в произведениях М. Ю. Лермонтова — «Демон» (1837); «Тамара» (1841) и в других произведениях.

М. Ю. Лермонтов. «Демон»:

И над вершинами Кавказа

Изгнанник рая пролетал:

Под ним Казбек, как грань алмаза,

Снегами вечными сиял,

И, глубоко внизу чернея,

Как трещина, жилище змея,

Вился излучистый Дарьял,

И Терек, прыгая, как львица

С косматой гривой на хребте,

Ревел…

- Александр Дюма в 1859 году в своём путевом очерке «Кавказ» несколько раз упоминает ущелье: Дарьяльское ущелье становится оживленным торговым путем, по которому армянам дозволяется ввозить в Россию шелк своего и персидского производства[6].
- Во Владикавказе действует литературный журнал «Дарьял».

## Галерея

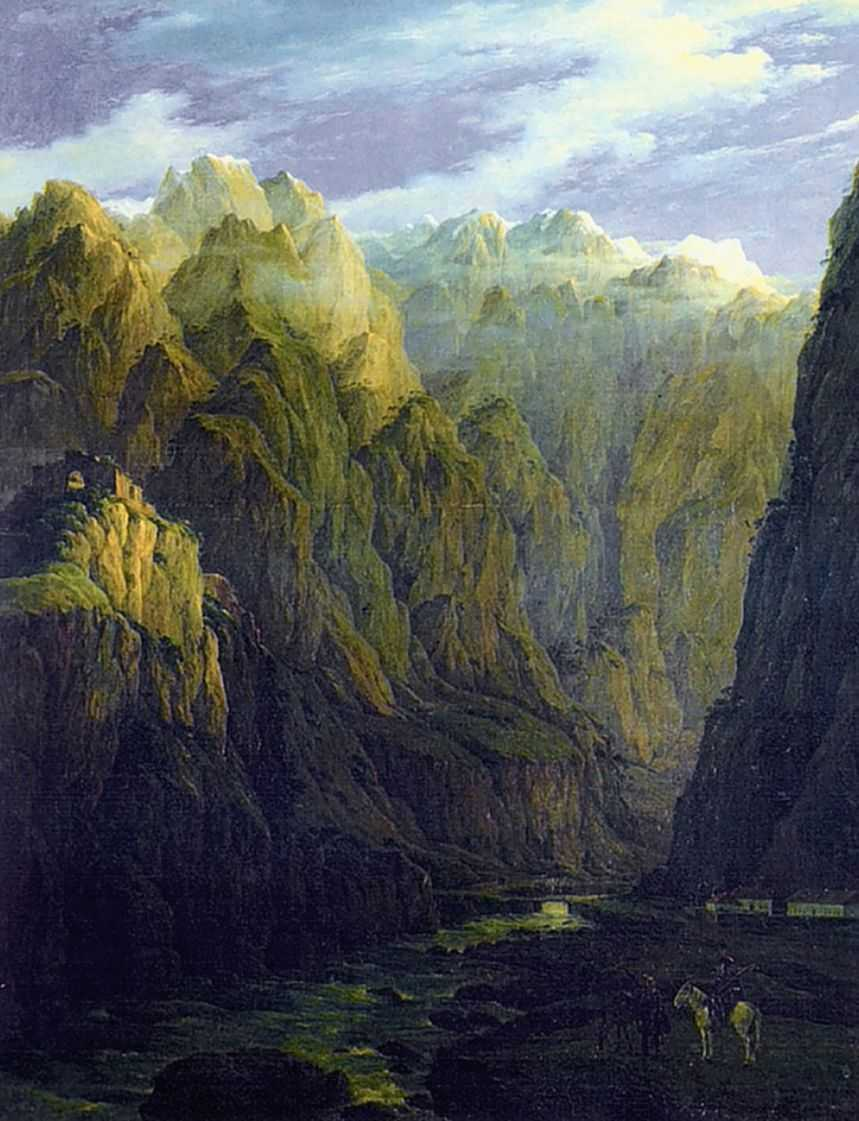
«Дарьяльское ущелье» (1832), Никанор Чернецов
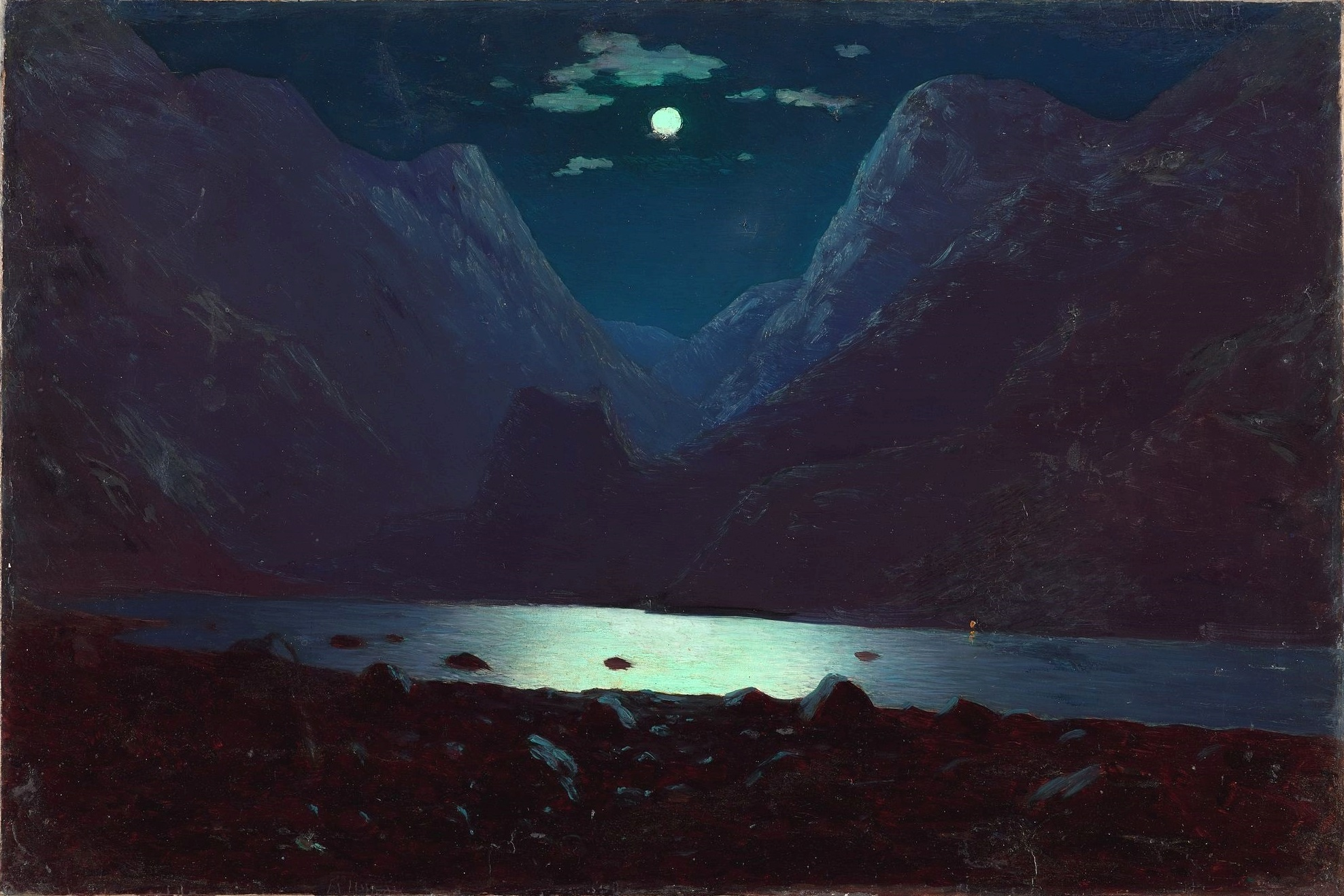
«Дарьяльское ущелье. Лунная ночь» (1890–1895), А. И. Куинджи
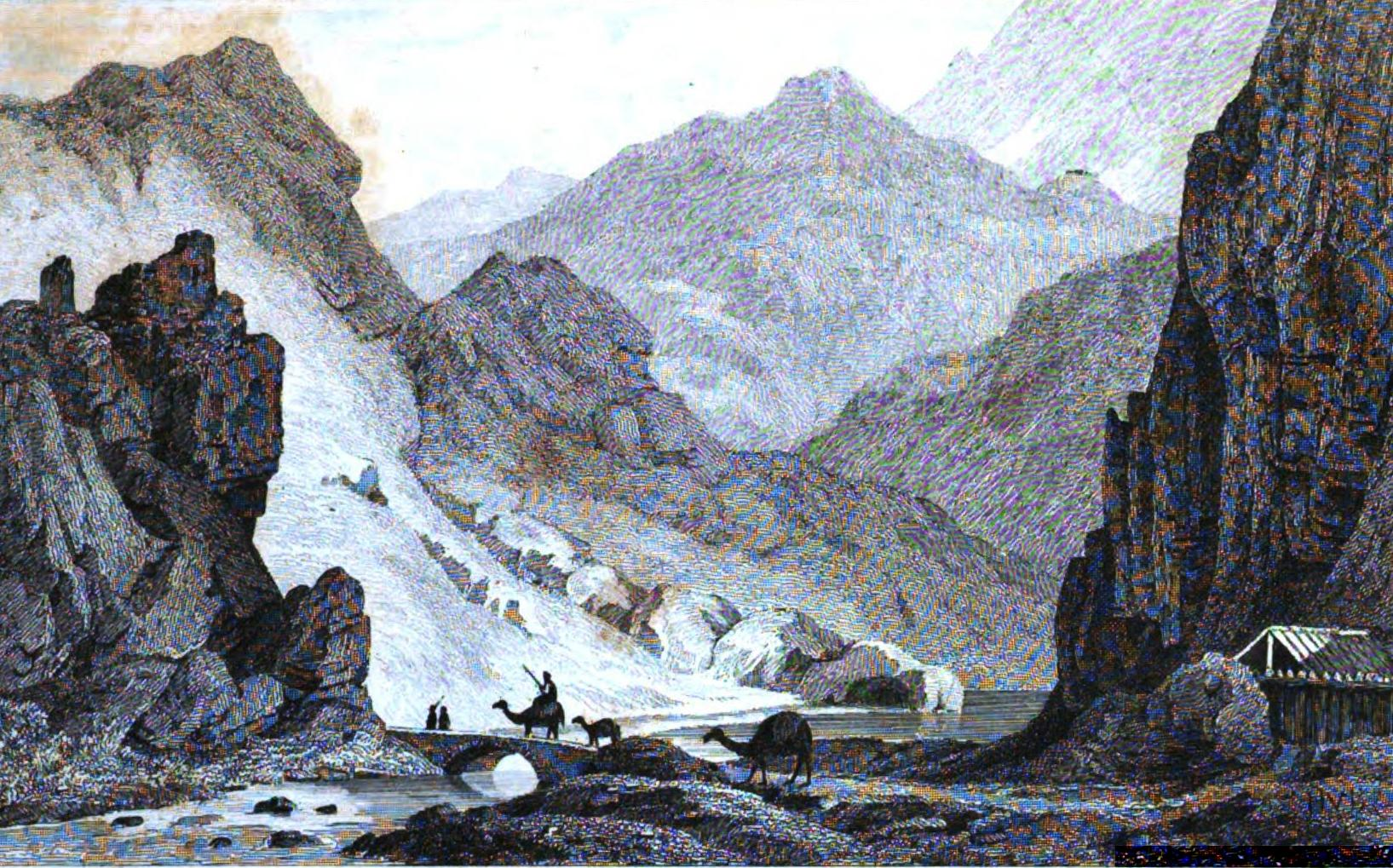
«Дарьяльское ущелье» (1838), Жан-Мари Шопен
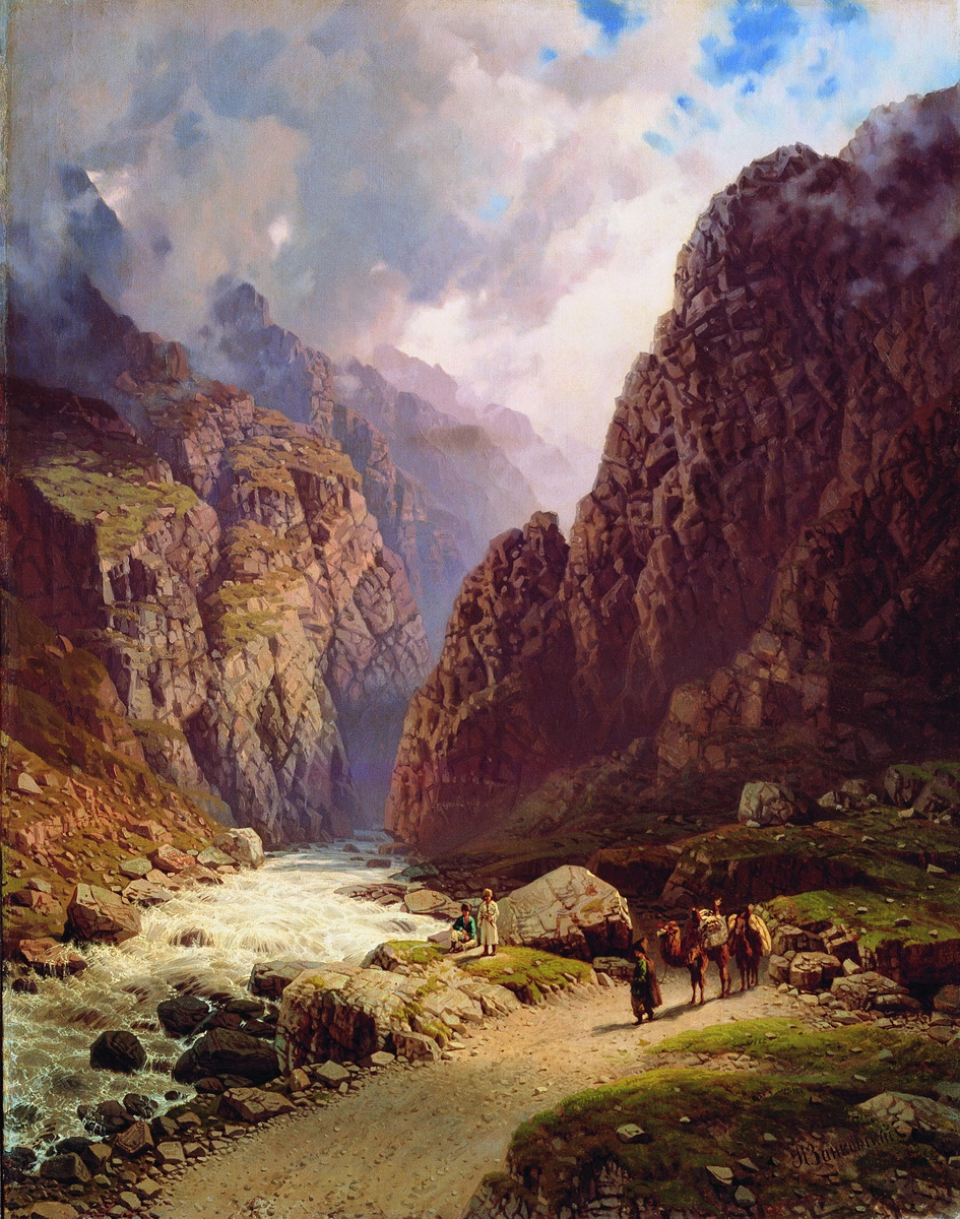
«Дарьяльское ущелье» (1890-е), И. Н. Занковский.
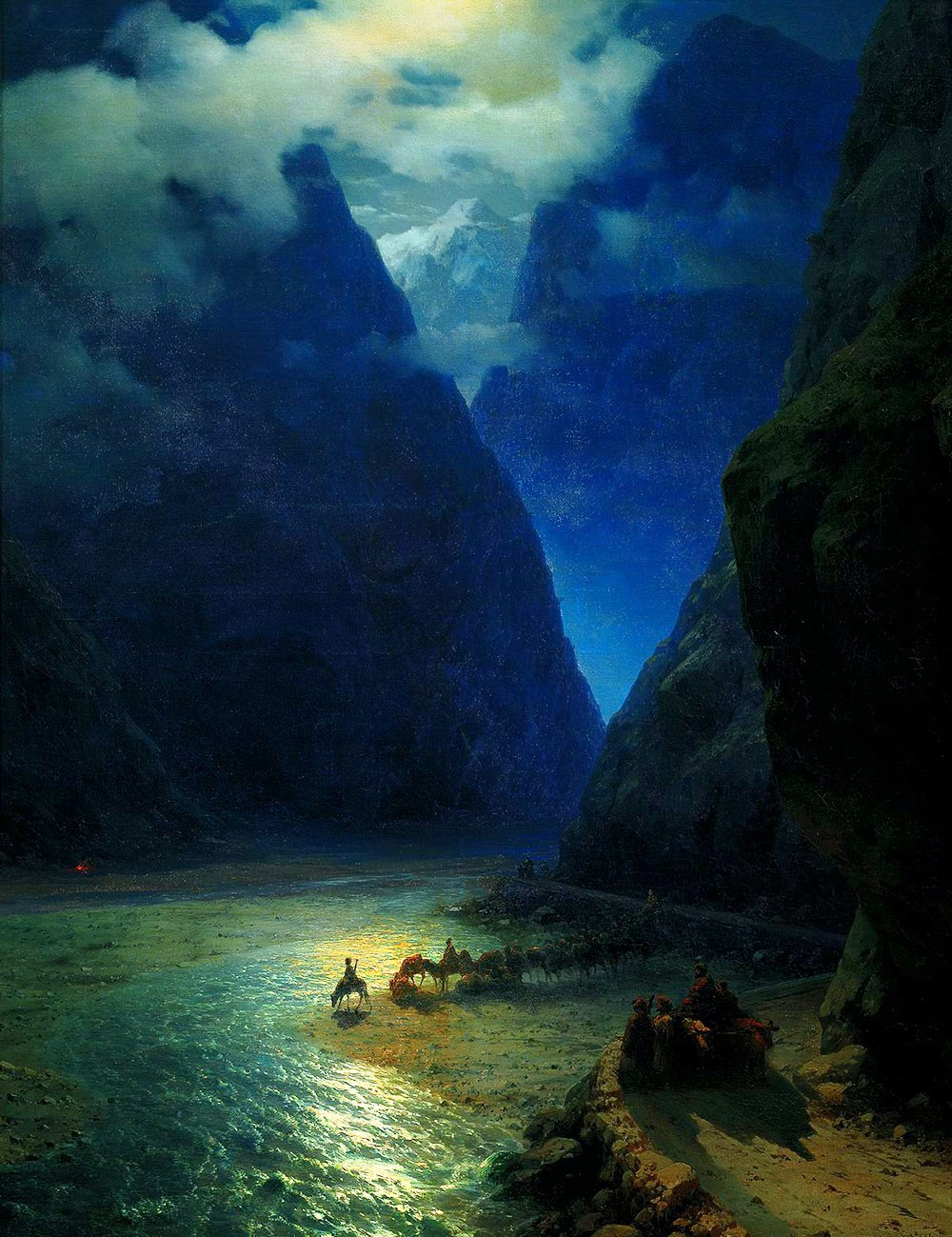
И. К. Айвазовский. «Дарьяльское ущелье» (1862)
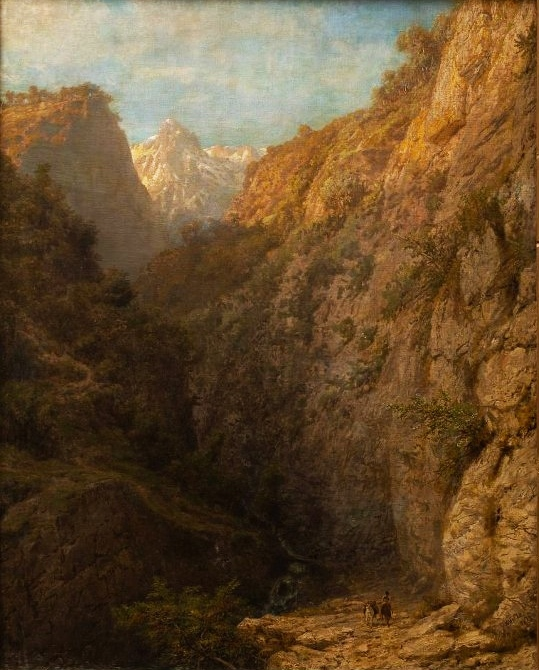
Картина Л. Ф. Лагорио. «Дарьяльское ущелье» (1873)
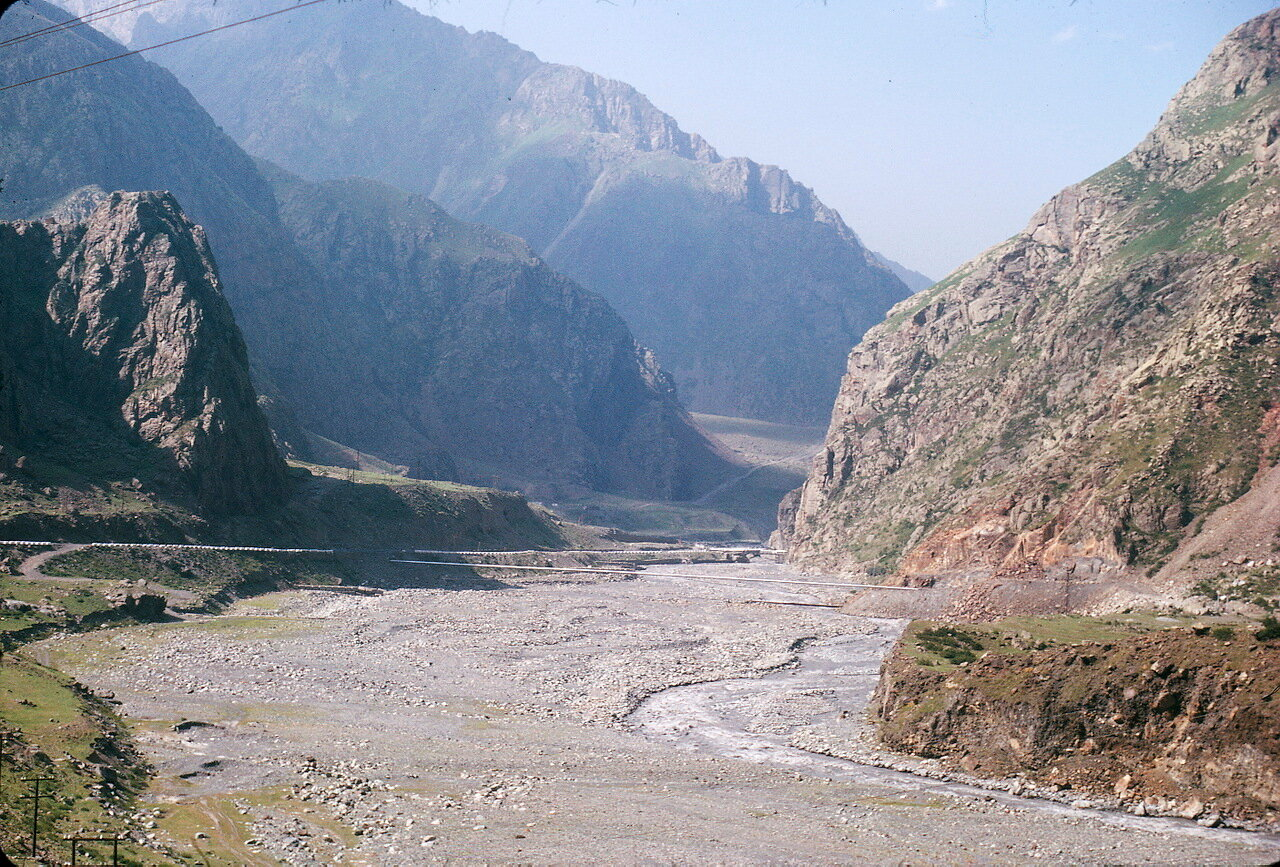
Фотография Жака Дюпакье[фр.] (1964)
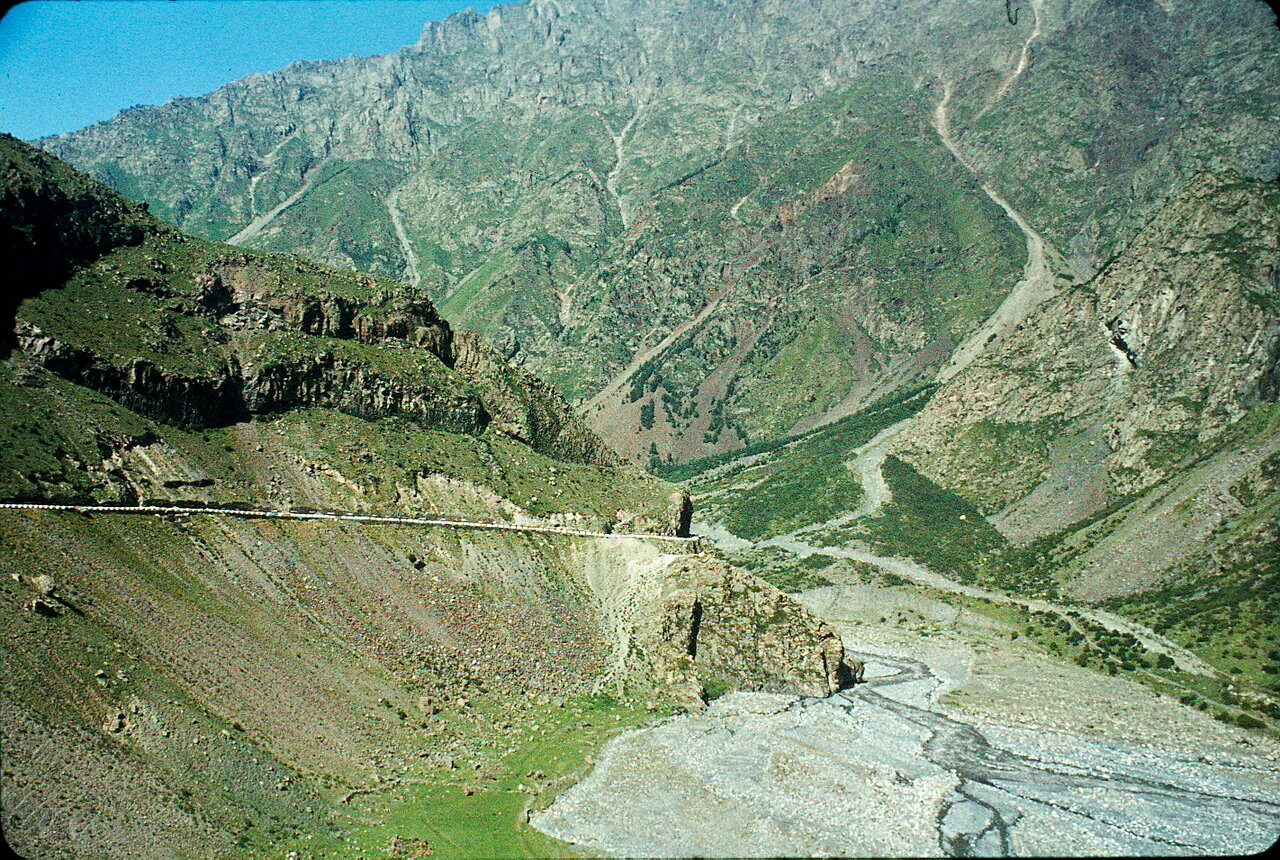
Фотография Жака Дюпакье (1964)